# José Luis Leal Maldonado
José Luis Leal Maldonado (Granada, 1939) és un polític i empresari espanyol.

## Biografia
Era fill de Luis Leal, alt càrrec de la Marina espanyola, i entre 1948 i 1955 va estudiar amb un grup selecte entre els quals hi havia el futur rei Joan Carles I. Estudià dret a la Universitat Complutense de Madrid, on va contactar amb les Juventudes Monárquicas Españolas de Nicolás Sartorius i Juan Tomás de Salas, i el 1958 passà a formar part del Frente de Liberación Popular. Treballà un temps en l'assessoria jurídica de Manuel Jiménez de Parga Cabrera. El 1961 viatjà a Suïssa i després a París, on estudià economia a la Sorbonne i treballà uns anys per a l'OCDE.
Quan Joan Carles I fou proclamat rei va tornar a Espanya, ingressà en la UCD i el març del 1978 fou nomenat secretari d'estat per a afers econòmics. Posteriorment, Adolfo Suárez el nomenà ministre d'economia i hisenda de 6 d'abril de 1979 a 8 de setembre de 1980. Després de l'ensulsiada de la UCD no participà més en política, fou assessor econòmic de la presidència del Banco de Bilbao Vizcaya. El 1990 fou nomenat president de l'Associació Espanyola de la Banca, càrrec que ocupà fins a gener de 2006. El març de 2004 es va anunciar el seu nomenament com a administrador independent del grup francès Carrefour